# 김정선생묘소일원
김정 선생 묘소 일원(金淨 先生 墓所 一圓)은 대전광역시 동구 신하동에 있는 조선시대의 유적이다. 1991년 7월 10일 대전광역시의 문화재자료 제25호로 지정되었다.

## 개요
조선 중종 때 형조판서 겸 예문관 제학을 지낸 충암(沖庵) 김정(1486∼1521) 선생의 위패가 모셔져 있는 건물이다.
선생은 조광조와 더불어 지치주의를 실현하기 위해 미신타파와 향론의 상호부조에 힘썼고, 향약을 전국에 실시하는데 큰 업적을 남겼다. 중종 14년(1519) 기묘사화 때 조광조 등과 함께 투옥되었다가 금산에 유배된 후 제주에서 사약을 받고 죽었다.
대덕구 동면 내탑리에 있던 건물과 묘소를 1978년에 동구 신하동으로 옮겼다. 건물 안에는 인조 19년(1641)에 세운 신도비(神道碑:왕이나 고관 등의 평생 업적을 기리기 위해 무덤 근처 길가에 세우던 비)와 위패가 모셔져 있는 사당, 부인의 정려각이 있다.

## 같이 보기
- 김정

## 참고 자료
- 김정선생묘소일원 - 국가유산청 국가유산포털